# Segovia Futsal
Le Segovia Futsal, également connu comme Caja Segovia pour des raisons de sponsoring, est un club espagnol de futsal fondé en 1979 et basé à Ségovie (Castille-et-León).
Fondé sous le nom de CD La Escuela, le club fait partie des membres fondateurs de la Liga Nacional de Fútbol Sala (LNFS), la Ligue professionnelle espagnole de futsal, en 1989. À cette période, il prend le nom de son sponsor principal et devient le Caja Segovia Futbol Sala. Participant au championnat Division de Honor, l'équipe doit attendre le fin des années 1990 pour remporter ses premiers titres avec trois Coupes d'Espagne consécutives entre 1997 et 1999 mais surtout le titre de champion national 1998-99, suivi des sacres continentaux et intercontinentaux en 2000.
Au début du XXIe siècle, le club présente de premiers soucis financiers et ses résultats sportifs sont moins bons. En 2009, l'arrivée sur le banc de Jésus Velasco signe le début de trois années de résultats probants, avec trois demi-finales de championnat consécutives et une autre en Coupe 2011. La saison 2012-2013 est la dernière du Caja dans l'élite. Malgré une quatrième demi-finale de Primera division de suite, le sponsor Caja Segovia est racheté par Bankia qui ne poursuit pas le partenariat. Le club disparaît à l'été 2013. 
Mais le Segovia Futsal renaît immédiatement des restes du CD La Escuela et récupére sa place en deuxième division. Après quatre années en D2 et l'arrivée d'un nouveau sponsor, le Naturpellet Segovia FS obtient sa promotion dans l'élite en 2017. L'équipe connaît deux saisons en D1, dont la seconde voit l'équipe être reléguée, après une année aussi compliquée financièrement. Naturpellet ne poursuit pas son engagement et le club disparaît. 

## Histoire

### Débuts du futsal espagnol
Ségovie est l'un des principales villes d'Espagne où se développe le futsal dans les années 1970. Un club est créé en 1979 en tant que club amateur, sous le nom de Club Deportivo La Escuela. Plusieurs joueurs retraités du Gimnástica Segoviana font partie de l'équipe. L'institution ne commence à participer à des compétitions officielles que des années plus tard[Quand ?][réf. nécessaire].
En 1985, l'entité change son nom en La Escuela Horno de San Millán. Elle est l'un des membres fondateurs de la Liga Nacional de Fútbol Sala (LNFS), en 1989. À cette période, Caja Segovia devient le sponsor principal et le club est renommé Caja Segovia Futbol Sala.
Lors de la première saisons du Championnat d'Espagne, en 1989-90, l'équipe de Ségovie atteint les demi-finales.
Durant les années 1990, Caja Segovia ne parvient que rarement à obtenir sa qualification pour la phase finale du championnat.

### Tous les titres en deux ans (1997 à 2001)
En 1996-97, le club déjà sponsorisé depuis plusieurs années par l'entité bancaire Caja Segovia, voit l'arrivée des joueurs comme le Brésilien Daniel Ibañes et l'entraîneur Jesús Candelas (es), puis le futur gardien international Luis Amado. Un temps relégable, l'équipe termine aux portes de la phase finale, occupant la neuvième position, une place et dix points en dessous de la zone qui donnait accès aux playoffs.
L'équipe remporte son premier trophée avec la Coupe d'Espagne début 1998, en finale à domicile contre le CLM Talavera (1-0). En championnat, le club termine premier du championnat régulier avec 75 points, un de plus qu'ElPozo et deux de plus que Boomerang Interviú. En quarts de finale de la phase finale, il bat Yumas Valencia, mais perd en demi-finale contre Castilla-La Mancha Talavera. 
Lors de la saison suivante, maintenant dirigé par José Venancio López (es), Caja Segovia gagne sa première Supercoupe nationale puis réalise le doublé Coupe-Championnat en fin d'exercice 1998-99, avec des joueurs comme Luis Amado, Javier Orol (it), Marcelo Serpa, Riquer (it) et Daniel.
En 1999-2000, il se voit attribuer la Supercoupe d'Espagne sans jouer, grâce à son doublé coupe-championnat précédent. Champion en titre, l'équipe obtient sa première participation à une compétition européenne. Fin avril 2000, en tant qu'hôte de la compétition, l'équipe remporte le trophée continental en finale contre le BNL Roma (4-1),,. Quelques semaines plus tard, le Caja remporte de nouveau la Coupe nationale, pour la troisième fois consécutive.
En octobre 2000, champion d'Europe en titre, le club est qualifié et remporte la Coupe intercontinentale à Moscou, grâce à une victoire 3-2 sur l'Atletico Mineiro.Lors de la saison 2000-01, il remporte son dernier trophée national, une troisième Supercoupe espagnole en battant ElPozo Murcia Turística.  

### Perte de moyens et résultats (années 2000)
Au début du XXIe siècle, le développement économique des trois grands clubs du pays (Movistar Inter, ElPozo Murcie et FC Barcelone) laisse peut de place au Caja Segovia dont les résultats plongent légèrement.
Le début des années 2000 voit les résultats baisser avec des qualifications pour les playoffs plus rares. Le manque de sponsors oblige le club à diminuer les salaires de l'équipe et à vendre ses meilleurs joueurs.
À partir de la saison 2009-10, le club fait revenir l'entraîneur Jesús Velasco, termine deuxième de la phase régulière mais s'incline en demi-finale de championnat. Lors de la campagne 2010/11, l'équipe termine sixième de la saison régulière et atteint la finale des éliminatoires pour le titre, où elle est battue au meilleur des cinq matchs par le FC Barcelona Alusport. Le CSFS se hisse aussi jusqu'en demi-finale de Coupe d'Espagne. En 2011-12, l'équipe est de nouveau défaite en demi-finale de playoff.
En 2012-2013, l'équipe atteint les demi-finales du Championnat pour la quatrième année consécutive, mais aussi celle de la Coupe d'Espagne après avoir éliminé l'Inter Movistar en quarts de finale.

### Ennui financier et nouveau club (2013-2019)
En 2013, Bankia qui absorbe la banque Caja Segoviaet, ne souhaite pas continuer à sponsoriser le club. Sans son principal apport financier, l'équipe est forcée de disparaître. En juillet 2013, après 24 saisons dans la ligue supérieure du futsal espagnol, l'équipe est rétrogradée à Segunda División, change son nom officiel et redevient CD La Escuela. Mais, le mois suivant, le club est dissous en raison d'importantes dettes.
Cependant, un nouveau club, le Segovia Futsal, est rapidement créé. Il est invité par la Fédération royale espagnole de football à prendre la place du Caja Segovia en Segunda División 2013-14. L'équipe passe quatre saisons en D2, améliorant chaque année ses résultats et attirant un nouveau sponsor : la société pétrolière Naturpellet. L'équipe obtient sa promotion en Primera División à l'été 2017. Malgré le maintien obtenu lors sa première année, le club ne peut pas faire face aux dépenses liées à la première division. Durant sa seconde saison en D1, l'équipe est engluée en bas de classement et les joueurs sont impayés pendant plusieurs mois, ces derniers menaçant de faire grève. Début juillet 2019, Naturpellet refuse de continuer à sponsoriser le club et le Segovia Futsal doit définitivement fermer ses portes, mettant fin à un projet de six ans et quatre décennies de futsal dans la ville. 

## Structure

### Salle

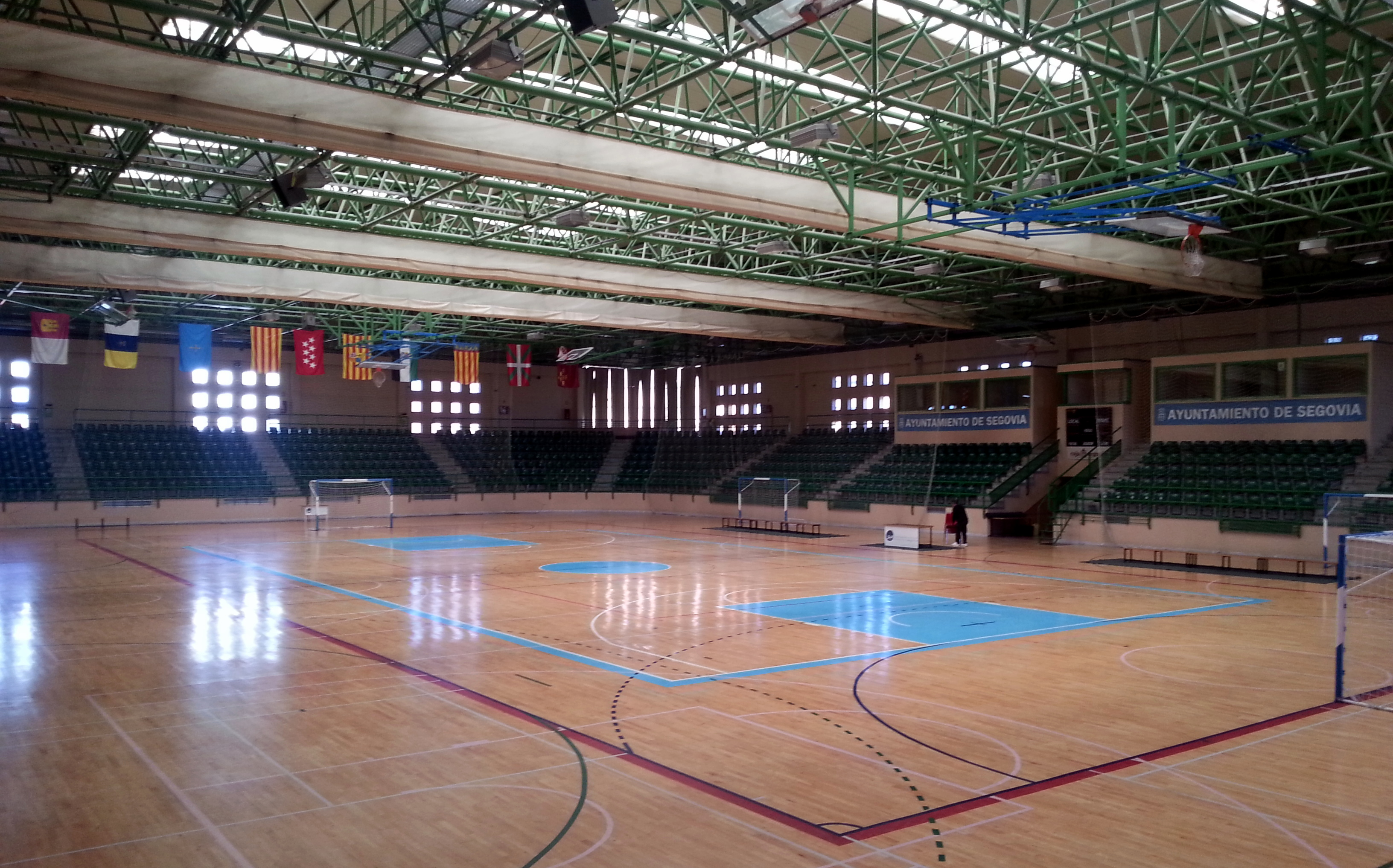
Intérieur du Pabellón Pedro Delgado en 2013.

Après ses débuts au polideportivo (centre sportif) Maristas, le Pabellón Pedro Delgado est l'enceinte où l'équipe dispute ses matchs à domicile. Elle porte le nom du coureur cycliste notamment vainqueur du Tour de France en 1988.

### Noms et partenariats
Fondé sous le nom de CD La Escuela, la caisse d'épargne locale Caja Segovia devient sponsor principal en 1989 et le club est renommé Caja Segovia Futbol Sala. C'est sous ce nom que le club connaît ses années de triomphe et gagne en notoriété.
En 2015, né deux ans plus tôt, le nouveau Segovia Futsal est parrainé par Naturpellet de 2015 jusqu'à la fin des jours du club en 2019.
- 1979-1985 : Club Deportivo La Escuela
- 1985-1989 : La Escuela Horno de San Millán
- 1989-2013 : Caja Segovia Futbal Sala
- 2013 : Club Deportivo La Escuela (2de fois)
- 2013-2015 : UD Segovia Futsal
- 2015-2019 : Naturpellet Segovia FS

## Palmarès

### Titres et trophées
Le club remporte le championnat d'Espagne en 1999 et la Coupe des clubs champions européens en 2000. Il compte aussi trois Coupes d'Espagne (1997-98, 1998-99 et 1999-2000), trois Supercoupes d'Espagne (1998, 1999 et 2000) et une Coupe intercontinentale (2000).

### Saison après saison
| Saison après saison de 1989 à 2019 | Saison après saison de 1989 à 2019 | Saison après saison de 1989 à 2019 | Saison après saison de 1989 à 2019 | Saison après saison de 1989 à 2019 | Saison après saison de 1989 à 2019 | Saison après saison de 1989 à 2019 | Saison après saison de 1989 à 2019 |
| Saison                             | Championnat                        | Championnat                        | Championnat                        | Coupe                              | Supercoupe                         | Coupe d'Europe                     | Coupe intercontinentale            |
| Saison                             | Division                           | Phase régulière                    | Phase finale                       | Coupe                              | Supercoupe                         | Coupe d'Europe                     | Coupe intercontinentale            |
| ---------------------------------- | ---------------------------------- | ---------------------------------- | ---------------------------------- | ---------------------------------- | ---------------------------------- | ---------------------------------- | ---------------------------------- |
| 1989-1990                          | División de Honor (es)             | 3e puis 2e                         | demi-finale                        |                                    | non qualifié                       | non qualifié                       | non qualifié                       |
| 1990-1991                          | División de Honor (es)             | 4e puis 4e                         | -                                  |                                    | non qualifié                       | non qualifié                       | non qualifié                       |
| 1991-1992                          | División de Honor (es)             | 3e puis 2e                         | Quart-de-finale                    |                                    | non qualifié                       | non qualifié                       | non qualifié                       |
| 1992-1993                          | División de Honor (es)             | 3e puis 5e                         | -                                  |                                    | non qualifié                       | non qualifié                       | non qualifié                       |
| 1993-1994                          | División de Honor (es)             | 7e                                 | -                                  |                                    | non qualifié                       | non qualifié                       | non qualifié                       |
| 1994-1995                          | División de Honor (es)             | 4e puis 4e                         | -                                  |                                    | non qualifié                       | non qualifié                       | non qualifié                       |
| 1995-1996                          | División de Honor (es)             | 8e                                 | Quart-de-finale                    |                                    | non qualifié                       | non qualifié                       | non qualifié                       |
| 1996-1997                          | División de Honor (es)             | 9e                                 | -                                  |                                    | non qualifié                       | non qualifié                       | non qualifié                       |
| 1997-1998                          | División de Honor (es)             | 1er                                | Demi-finale                        | vainqueur                          | non qualifié                       | non qualifié                       | non qualifié                       |
| 1998-1999                          | División de Honor (es)             | 3e                                 | champion                           | vainqueur                          | vainqueur                          | non qualifié                       | non qualifié                       |
| 1999-2000                          | División de Honor (es)             | 2e                                 | Demi-finale                        | vainqueur                          | vainqueur                          | vainqueur                          | non qualifié                       |
| 2000-2001                          | División de Honor (es)             | 6e                                 | Quart-de-finale                    |                                    | vainqueur                          | non qualifié                       | vainqueur                          |
| 2001-2002                          | División de Honor (es)             | 7e                                 | Demi-finale                        |                                    | non qualifié                       | non qualifié                       | non qualifié                       |
| 2002-2003                          | División de Honor (es)             | 7e                                 | Quart-de-finale                    |                                    | non qualifié                       | non qualifié                       | non qualifié                       |
| 2003-2004                          | División de Honor (es)             | 9e                                 | -                                  |                                    | non qualifié                       | non qualifié                       | non qualifié                       |
| 2004-2005                          | División de Honor (es)             | 12e                                | -                                  |                                    | non qualifié                       | non qualifié                       | non qualifié                       |
| 2005-2006                          | División de Honor (es)             | 9e                                 | -                                  |                                    | non qualifié                       | non qualifié                       | non qualifié                       |
| 2006-2007                          | División de Honor (es)             | 6e                                 | Quart-de-finale                    |                                    | non qualifié                       | non qualifié                       | non qualifié                       |
| 2007-2008                          | División de Honor (es)             | 9e                                 | -                                  |                                    | non qualifié                       | non qualifié                       | non qualifié                       |
| 2008-2009                          | División de Honor (es)             | 7e                                 | Quart-de-finale                    |                                    | non qualifié                       | non qualifié                       | non qualifié                       |
| 2009-2010                          | División de Honor (es)             | 3e                                 | Demi-finale                        |                                    | non qualifié                       | non qualifié                       | non qualifié                       |
| 2010-2011                          | División de Honor (es)             | 6e                                 | finaliste                          |                                    | non qualifié                       | non qualifié                       | non qualifié                       |
| 2011-2012                          | Primera División (es)              | 4e                                 | demi-finale                        |                                    | non qualifié                       | non qualifié                       | non qualifié                       |
| 2012-2013                          | Primera División (es)              | 4e                                 | demi-finale                        |                                    | non qualifié                       | non qualifié                       | non qualifié                       |
| Segovia Futsal                     |                                    |                                    |                                    |                                    |                                    |                                    |                                    |
| 2013-2014                          | Segunda División (es)              | 10e                                |                                    |                                    | non qualifié                       | non qualifié                       | non qualifié                       |
| 2014-2015                          | Segunda División (es)              | 6e                                 |                                    |                                    | non qualifié                       | non qualifié                       | non qualifié                       |
| 2015-2016                          | Segunda División (es)              | 6e                                 |                                    |                                    | non qualifié                       | non qualifié                       | non qualifié                       |
| 2016-2017                          | Segunda División (es)              | 2e                                 |                                    |                                    | non qualifié                       | non qualifié                       | non qualifié                       |
| 2017-2018                          | Primera División (es)              | 11e                                |                                    |                                    | non qualifié                       | non qualifié                       | non qualifié                       |
| 2018-2019                          | Primera División (es)              | 15e                                |                                    |                                    | non qualifié                       | non qualifié                       | non qualifié                       |

## Personnalités

### Dirigeants
- Malaquías del Pozo
- Luis Sanz Herrero
- Álvaro Fernández

Malaquías del Pozo est vice-président du club à la fin des années 1990.
Arrivé en 1999 comme joueur du Caja Segovia, Álvaro Fernández est président du Segovia Futsal lors de ses dernières saisons.

### Entraîneurs
| Période     | Nom                      |
| ----------- | ------------------------ |
| 1997-1998   | Jesús Candelas (es)      |
| 1998 à 2002 | José Venancio López (es) |
| 2004 à 2009 | Miguel Rodrigo           |
| 2009 à 2012 | Jesús Velasco            |
| 2012-2013   | David Madrid Sánchez     |
|             | Diego Gacimartin         |

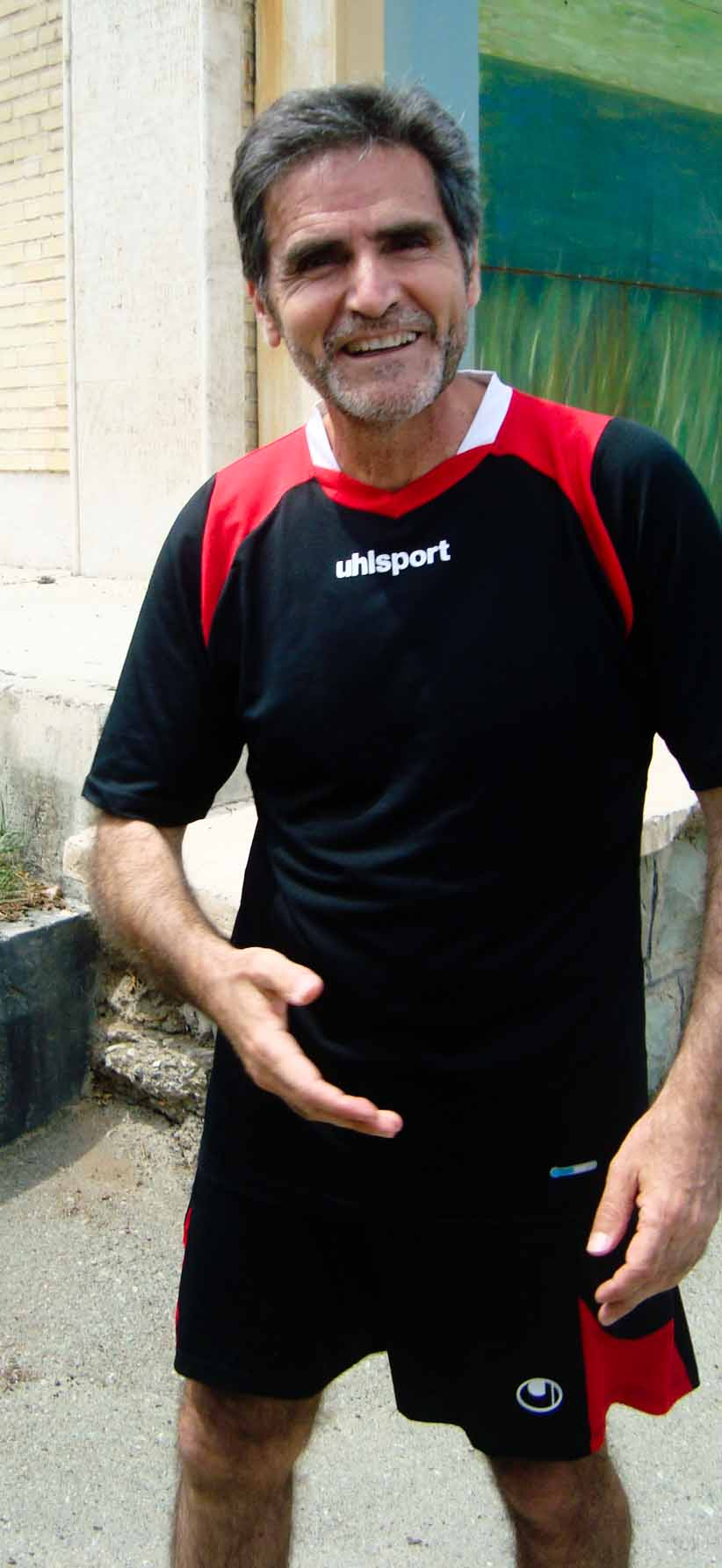
Jesus Candelas en 2013.

Début 1997, Caja Segovia engage Jesús Candelas (es) comme entraîneur du club, après le départ de Luis Fonseca, alors en position de relégable. Pour la saison 1997-1998, . Avec des joueurs tels que Daniel Ibañes, Luis Amado, Antonio Adeva (it), Alberto Riquer (it), Marcelo Serpa, ou encore du capitaine Javier Orol (it), il remporte le premier trophée de l'histoire du club avec la Coupe d'Espagne 1997-98. Candelas quitte le club dans les derniers instants de l'inter-saison 1998 pour rejoindre l'Inter.
Le conseil d'administration confie alors l'équipe à José Venancio López (es) sur recommandation, en provenance du CFS Castro Urdiales en deuxième division féminine. Sous la direction de Venancio López, l'équipe réalise le triplé national Supercoupe-Coupe-Championnat dès 1998-99. L'année suivante, une troisième Coupe nationale consécutive est remportée mais surtout la Coupe des clubs champions européens puis la Coupe intercontinentale fin 2000. Début 2002, Venancio quitte l'équipe de Ségovie et prend quelques mois de repos avant d'entraîner le Guatemala, Lobelle Santiago et enfin l'équipe d'Espagne durant une décennie avant de devenir directeur technique sportif du futsal de la Fédération royale espagnole de football.
De 2004 à 2008, l’entraîneur de Segovia est Miguel Rodrigo.
Entre 2009 et 2012, le club engage Jesús Velasco, revenant d'Italie où il remporte six championnats en dix saisons. En trois ans, l'équipe atteint deux demi-finales et une finale de championnat ainsi que trois qualifications pour la Coupe d'Espagne, atteignant les demi-finales en 2011.
Pour la dernière saison du Caja Segovia, l'équipe est gérée par David Madrid.

### Joueurs notables
En 1996, le Brésilien Daniel Ibañes s'engage avec la Caja. Avec des coéquipiers comme Carlos Sánchez, Elías, Daniel, Javier Orol (it), Chito et Kike, il participe à maintenir le club malgré un début de saison râté entraînant l'arrivée de l'entraîneur Jesús Candelas (es).
À l'été 1997, le Caja Segovia FS recrute les gardiens de but Juan Luis García 'Juanlu', arrivé comme titulaire de Salamanque, et Luis Amado, revenu de l'Atlético Leganés comme doublure ainsi que de jeunes joueurs comme Antonio Adeva (it), Alberto Riquer (it), Óscar Jiménez et Marcelo Serpa. Sous la direction de Candelas, l'équipe également composée de César Muñoz, Óscar del Pozo, Óscar Aranda, Daniel et du capitaine Javier Orol remporte le premier trophée de l'histoire du club, la Coupe d'Espagne 1997-98.
Pour la saison 1999-2000, champion en titre, Caja Segovia se renforce avec l'arrivée de Claudio de Jesús (dit Claudinho), Juan Ignacio Werner et Álvaro Fernández avec qui le club conquiert son seul titre européen.
À la fin de la saison 1999-2000, Orol, Marcelo Serpa et Óscar Jiménez font leurs valises pour l'Interviú Boomerang. Segovia compense ces départs par l'arrivée d'autres joueurs légendaires comme Cristian, Alexandre ou Álvaro Aparicio qui obtiennent le sacre mondial lors de la Coupe intercontinentale et la Supercoupe d'Espagne.
Au début des années 2010, et le léger rebond dans les résultats du club, des noms de la stature de Lin et Lozano sont membres de l'équipe. Plusieurs joueurs passés par Segovia intègrent les deux clubs majeurs espagnols de futsal après les déboires sportifs du Caja. L'Inter Movistar enrôle Mati, Borja, Nano Modrego, Roberto Tobe (2004-2012 au CSFS) et Jesús Herrero comme anciens Ségoviens, tandis que le FC Barcelona Lassa recrute Lin, Sergio Lozano et Esquerdinha.
Le gardien Cidao joue huit saisons consécutives au Caja Segovia (2005-2013), durant lesquelles il devient l'un des meilleurs gardiens de but de la LNFS. Après des essais en Angleterre et à Al Rayyan, il revient sous le nouveau nom de l'équipe, Naturpellet Segovia (2016-2018). Promu la première année, il part au terme de la seconde au Betis Futsal.
Burrito est formé au club et intègre l'équipe professionnelle lors de la saison 2010-11. Il fait profiter durant ses trois saisons de ses dribbles et de son futsal de rue avant de voir l'équipe être dissoute.